# Doxxing
A doxing vagy doxxing egy személyre vagy szervezetre vonatkozó, személyazonosításra alkalmas információk nyilvánosságra hozatala, általában az interneten keresztül és a beleegyezésük nélkül. Történelmileg a fogalmat mind ezen információk nyilvános adatbázisokból és közösségi médiaoldalakról (mint például a Facebook) történő összegyűjtésére, mind pedig a korábban privát, bűncselekmény vagy más csalás útján (például hackelés és social engineering) megszerzett információk közzétételére használták.
A korábban közzétett anyagok összegyűjtése és rendelkezésre bocsátása általában legális, bár a zaklatásra és megfélemlítésre vonatkozó törvények hatálya alá tartozhat. A doxingot olyan okokból is végezhetik, mint az online megszégyenítés, a zsarolás és a bűnüldözés önbíráskodó segítése, valamint a hacktivizmushoz is kapcsolódhat. 

## Lásd még
- ElonJet